# Interregn (Sfântul Imperiu Roman)
Interregn în istoria Sfântului Imperiu Roman a fost numită perioada dintre destituirea împăratului Frederic al II-lea de către papa Inocențiu al IV-lea în 1245 și alegerea regelui german Rudolf I în 1273. Cuvântul care provine din limba latină și înseamnă „regență intermediară”, are aici mai mult sensul de „perioadă intermediară. În general, perioada numită interregn în Sfântul Imperiu Roman este considerată a începe cu moartea împăratului Frederic al II-lea în 1250 și chiar cu moartea regelui Conrad al IV-lea (fiul lui Frederic al II-lea) în 1254, iar uneori cu moartea lui Willem al II-lea al Olandei în 1256.

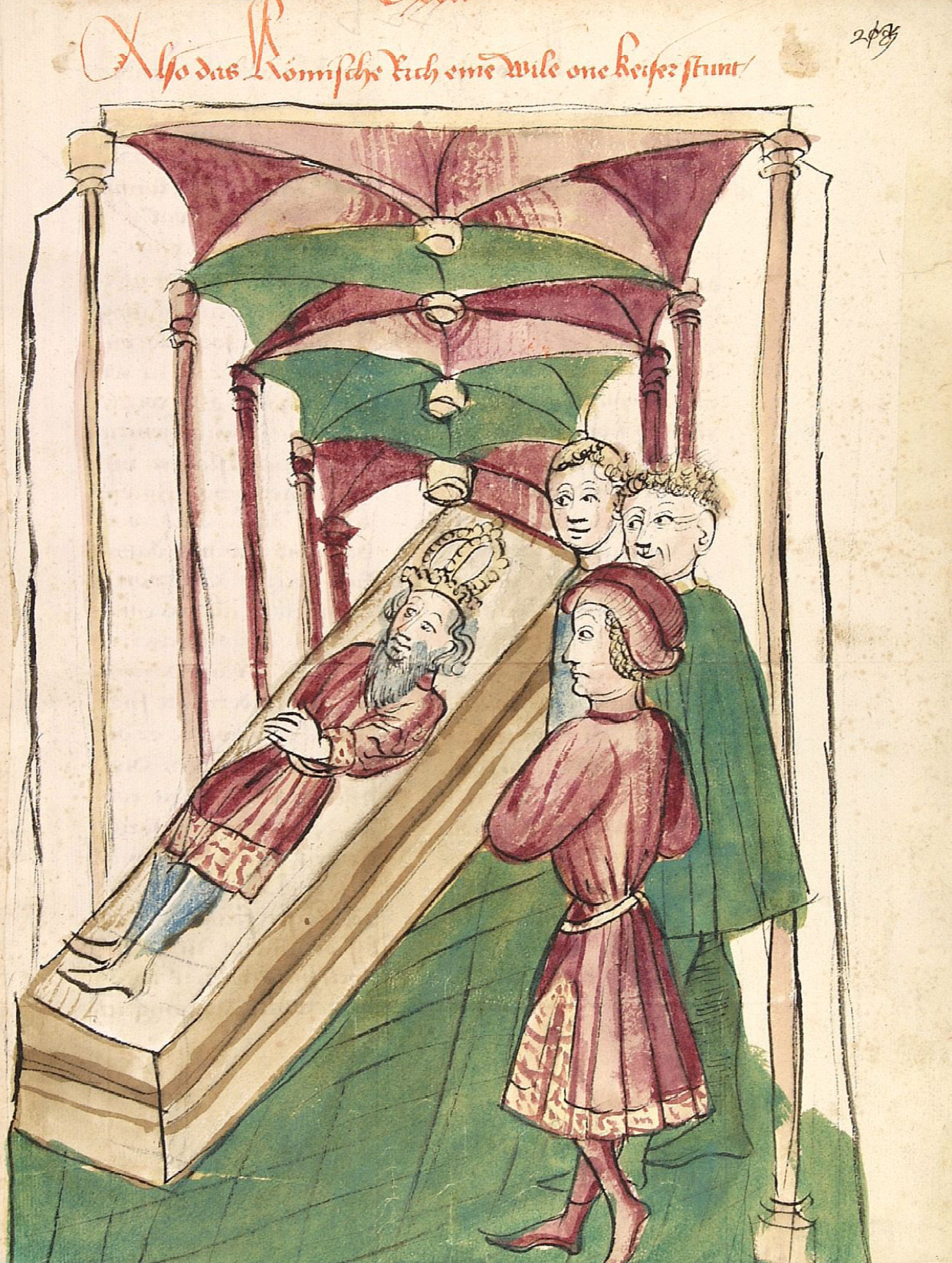
„Când Imperiul Roman a fost pentru o vreme fără împărat” - fragment din Chronicon pontificum et imperatorum - reprezentare a interregnului: trei bărbați cu expresii abătute în fața mormântului unui împărat (manuscrisul lui Diebold Lauber, c. 1450).

În această perioadă Henric Raspe, Willem al II-lea al Olandei, Alfonso de Castilia și Richard de Cornwall, deși fuseseră aleși regi romano-germani nu au reușit decât foarte greu să-și exercite puterea suverană.

## Semnificație
Termenul, preluat din dreptul constituțional roman (Interrex fiind termenul folosit în istoria romană) a fost folosit în secolul al XIX-lea pentru a desemna perioada ce a urmat cârmuirii Dinastiei Hohenstaufen ca epocă tulbure dominată de războaie. Aceasta și-a găsit o expresie poetică în balada Contele de Habsburg de Friedrich Schiller, în care interregnul a fost descris ca „perioada fără împărat” sau „perioada cea groaznică”. Abia în cercetările recente această perioadă este privită diferențiat ținând seamă de contextul opțiunilor de acțiune ale celor implicați.

## Istorie
În funcție de evenimentul luat în considerare ca determinant, începutul interregnului este plasat fie la data destituirii împăratului Frederic al II-lea de către papa Inocențiu al IV-lea (17 iulie 1245), fie la data morții împăratului (13 decembrie 1250). Totuși, foarte importantă pentru situația politică din imperiu în timpul interregnului este stabilirea legalității destituirii lui Frederic. Contemporanii nu au căzut de acord în această privință.
Lupta dintre Frederic al II-lea și Inocențiu al IV-lea a fost cauzată de conflictul privind atribuirea dreptului de a conduce creștinătatea și de a stabili politica concretă a puterii, aceasta deoarece Frederic era împărat, dar și rege al Siciliei și, prin urmare, statele papale aparțineau efectiv zonelor în care acesta își exercita puterea. Conflictele generate de aceste vechi contradicții au culminat în 1239 cu dubla excomunicare a împăratului de către papa Grigore al IX-lea. Acesta a hotărât organizarea unui sinod la Roma în 1241, dar Frederic a împiedicat desfășurarea lui izolând Roma cu mijloace militare, punând stăpânire pe corăbiile care aduceau participanții la conciliu și luând prizonieri sute de prelați. La scurt timp după aceea, pe 22 august 1241 papa Grigore al IX-lea a murit.
În același an la 10 septembrie, cei mai importanți conducători ecleziaști ai imperiului, arhiepiscopul de Mainz și arhiepiscopul de Köln, s-au unit împotriva împăratului și astfel a început lupta împotriva stăpânirii Hohenstaufen.
Abia la 25 iunie 1243 Sinibaldus Fieschi, aparținând unei distinse familii genoveze, a fost ales papă sub numele Inocențiu al IV-lea. Un an mai târziu, acesta a reușit să evadeze din Roma asediată de Frederic, prin Genova spre Lyon, după ce negociase fără succes cu împăratul. La 3 ianuarie 1245 Inocențiu al IV-lea a convocat un conciiu la Lyon care a început pe 28 iunie 1245 cu aproximativ 150 de participanți. Niciunul dintre adversarii importanți ai lui Frederic nu a fost prezent și de aceea se crede că aceștia erau la curent cu planul papei de a-l destitui pe împărat, deși e  posibil și ca ei să nu fi venit deoarece se temeau de consecințele eșuării acțiunii papei.
La ultima întâlnire papa Inocențiu a anunțat sinodului destituirea lui Frederic pentru patru abateri grave: mărturie mincinoasă repetată, încălcarea păcii dintre imperiu și Biserică, capturarea prelaților aflați pe drumul spre conciliu și erezie dovedită. Papa le-a interzis tuturor supușilor să-l considere în continuare împărat romano-german, cerând alegerea unui nou rege. Inocențiu a legitimat acest pas prin faptul că el deține funcția de reprezentant al lui Hristos.

## Alegerea lui Henric Raspe
Deși papa și-a susținut cu finețe juridică ecleziastică dreptul de a-l detrona pe împărat, reacția provocată în imperiu de acest demers nu a fost cea așteptată. O parte a principilor nu au rupt legăturile cu împăratul, dar nici nu au răspuns chemărilor acestuia la solidaritate.
Oponenții ecleziaști din imperiu au fost nevoiți să găsească un înlocuitor pentru Frederic și astfel, la 22 mai 1246 arhiepiscopii de Mainz și de Köln, împreună cu alți episcopi și principi l-au ales antirege pe Henric Raspe.

## Alegerea lui Willem al II-lea al Olandei
După moartea lui Henric Raspe în 1247, contele Willem al II-lea de Olanda a fost ales antirege la 3 octombrie 1247. După moartea regelui german Conrad al IV-lea în 1254, Willem al II-lea a obținut recunoașterea generală, dar a murit în luptă în 1256.

## Dubla alegere din 1257
Așa-numita „dublă alegere” a avut loc în 1257 când o parte dintre principii electori l-au ales rege pe Alfonso al IX-lea de Castilia și o altă parte pe Richard de Cornwall. Ambii erau înrudiți cu familia Staufer. Alfonso era nepotul lui Filip de Suabia, iar Richard de Cornwall era cumnatul lui Frederic al II-lea. La alegeri, ambii candidați au primit câte trei voturi, dar regele Ottokar al II-lea al Boemiei i-a votat pe ambii, pentru care ceruse fiecăruia dintre ei o plată, ceea ce a dus la o dublă alegere.
Cei doi regi aleși nu au obținut recunoașterea generală în imperiu. După ce Richard de Cornwall a murit în aprilie 1272 fără a fi ajuns vreodată în imperiu, Alfonso al IX-lea de Castilia a cerut papei Grigore al X-lea să confirme alegerea sa ca rege, însă acesta a refuzat. Astfel a fost deschisă calea pentru o noi alegeri regale.

## Alegerea lui Rudolf de Habsburg
În 1273 cei trei principi electori ecleziaști și contele palatin al Rinului au căzut de acord și au desemnat drept candidat pe contele Rudolf al IV-lea de Habsburg. Acesta a fost ales la 1 octombrie 1273 la Frankfurt cu ajutorul voturilor ducelui de Saxonia și al margrafului de Brandenburg, în ciuda opoziței regelui Ottokar al II-lea.

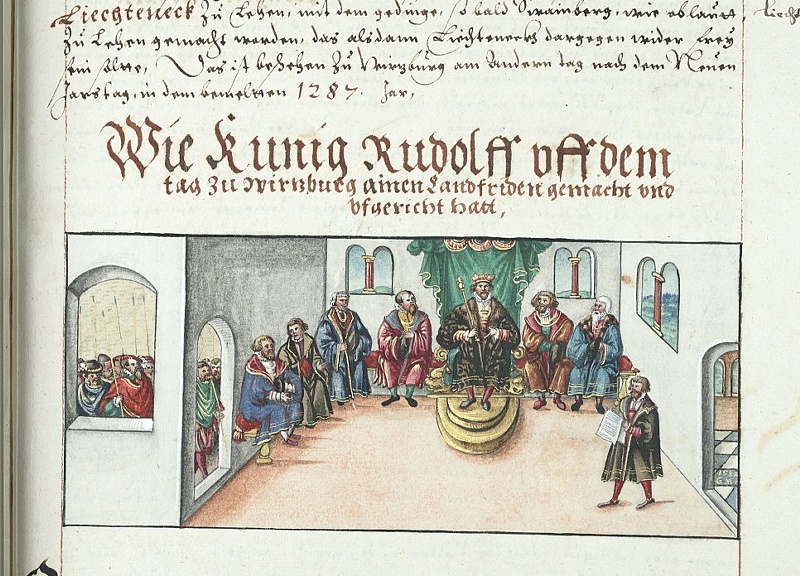
Rudolf promulgă „Pacea teritorială” (din Cronica episcopilor de Würzburg, Lorenz Fries, secolul al XVI-lea)

Interregnul s-a încheiat cu încoronarea regelui ales sub numele Rudolf I, la 24 octombrie 1273 în Catedrala din Aachen.

## Consecințele interregnului
Una dintre consecințele interregnului au fost stabilirea unui Colegiu Elector ca organism unic pentru alegerea regelui romano-german. Necesitatea unei regalități capabile să facă față puterii crescânde a principilor imperiali, a fost o altă consecință a acestei perioade. Mai mult, stările imperiale dar și principii laici și cei ecleziaști, au creat diverse mijloace pentru soluționarea conflictelor în perioada în care lipsea o putere regală, ca aceea în care au avut loc mai multe duble alegeri regale încheiată prin alegerea unanimă a lui Rudolf I de Habsburg.
În timpul interregnului, au crescut deopotivă pretențiile principilor laici și ecleziaști care s-au străduit să-și mărească posesiunile. Astfel, ei au exercitat presiuni asupra nobililor mai puțin puternici, s-au îndreptat împotriva burgheziei urbane și au acaparat ilegal feude imperiale, au mărit taxele, au introdus taxe noi și chiar diferite alte drepturi regale. Nobilimea inferioară, în special cavalerii, nu s-au lăsat mai prejos, metodele lor fiind mai puțin subtile. Astlef au apărut cavalerii bandiți. Nimeni nu putea opri această degradare a nobilimii. Instanțele de judecată și autoritățile imperiale erau neputincioase, în general predominând aplicarea principiului „dreptului celui mai puternic”. Sfântul Imperiu Roman devenise un stat fără o justiție, o administrație și un control funcționale.
Interregnul poate fi privit și ca o fază de tranziție între prăbușirea ordinii vechi și instaurarea uneia noi în care principii deveneau purtătorii ordinii statului, iar orașele se emancipau prin burghezia îmbogațită mai încrezătoare, opusă principilor. De asemenea, această etapă a promovat micile statalități, ceea ce a împiedicat imperiul timp de secole să devină o structură statală coerentă.

## Confederațiile orașelor
Situația anarhică a cauzat mari probleme orașelor. Negustorii și comercianții ambulanți erau expuși pericolului de a fi atacați sau răpiți de cavalerii bandiți. Deși papii, regii și principii imperiali adoptaseră legi care pedepseau aceste acțiuni, în practică foarte puține lucruri s-au schimbat.
În plus, negustorii erau expuși deciziilor arbitrare ale episcopilor și principilor, împovărați cu impozite și taxe vamale mari. Dacă un comerciant nu putea plăti impozitul sau deceda înainte de a-l plăti, posesiunile sale erau confiscate de suveran și înapoiate moștenitorului de drept doar dacă acesta avea merite deosebite sau dacă plătea datoriile.
Datorită slăbirii puterii imperiale, orașele au început treptat să-și acorde ajutor reciproc ceea ce a avut ca urmare crearea unor confederații ale orașelor.

## Confederația renană
Prima confederație a apărut în 1254 la îndemnul cetățeanului Arnold Walpod (funcționar al orașului Mainz) prin asocierea orașelor Mainz, Worms, Oppenheim și Bingen. Această confederație s-a transformat ulterior în Marea Confederație a Orașelor Renane care în 1256 cuprindea 31 de arhiepiscopi, episcopi, conți și stăpâni de domenii, mai exact 100 de orașe de la Bremen până la Basel. Scopul principal al acestei asociații era asigurarea păcii teritoriale și eliminarea taxelor și impozitelor nejustificate. Toți membrii asociației erau obligați să furnizeze trupe înarmate pentru asigurarea păcii teritoriale. În scopul protejării comerțului, orașele dintre Basel și gura de vărsare a râului Mosela urmau să asigure 100 de vehicule de război, iar orașele situate la nord, 50 de vehicule de război.
Disputele dintre aliați erau soluționate de un tribunal format din patru reprezentanți ai fiecărui oraș și domeniu. De asemenea, aceștia erau mandatați să participe la Adunarea Federală, care avea loc o dată la patru ani, unde erau stabilite reglementări generale privind accesul populației rurale în orașe, protecția evreilor, dar și obligațiile sociale ale membrilor confederației. Fiecare oraș era obligat să construiască un azil pentru săraci și să colecteze o taxă pentru ajutorarea nevoiașilor. Cea mai importantă sarcină, pe lângă preocupările economice și sociale, a fost menținerea păcii teritoriale, stabilită în 1235, indiferent de împrejurări. Deși asocierea a fost generată de neputința regelui/împăratului, ea nu a fost neapărat îndreptată împotriva acestuia. Regele Willem a recunoscut confederația la Dieta din Worms în februarie 1255 și i-a recunoscut personalitatea juridică independentă. Astfel, într-o situație dificilă a fost creată o instituție pe care regele se putea baza. Ca organizație pentru protecția drepturilor, aflată sub controlul regelui, liga ar fi putut deveni o contrapondere la puterea prinților și un mijloc de reformare a imperiului și de consolidare a poziției regale, dacă regele nu ar fi murit în luptă la scurt timp după aceea. Totuși, această acceptare a confederației de către rege a dus și la dispute în interiorul ei, care s-au intensificat după moartea lui Willem. Ca urmare unii membri nu au vrut să accepte decizia de neutralitate privind alegerea regelui. Unul după altul orașele s-au desprins de confederație după ce regalitatea le-a promis sume de bani, ceea ce a dus în cele din urmă la dizolvarea ei. Totuși, orașele aveau încă privilegiul de a-și asuma funcții de consiliere în Dietă, fapt ce le-a permis să aibă o anumită influență asupra politicii imperiale.

## Liga Hanseatică
Liga Hanseatică, cea mai importantă confederație de orașe germane, a fost creată tot în secolul al XIII-lea prin fuziunea asociațiilor comercianților germani din străinătate, a asociațiilor unor orașe germane din nord, având la bază creșterea puterii orașului Lübeck. În secolul al XII-lea la Londra a fost înființată o asociație a negustorilor germani care făceau comerț în Marea Nordului, orașul Köln ocupând primul loc. Cetățenii din Köln își aveau propriile cartiere în Londra, devenită mai târziu sediul central al comercianților germani. Denumirea „Liga Hanseatică Germană” a fost folosită pentru prima dată în 1282 pentru această asociație din Londra. La început termenul Hanse a avut înțelesul de „breaslă” sau „cooperativă”. Diferitele alianțe ale orașelor germane din nord au avut, de asemenea, o importanță crucială în întemeierea Ligii Hanseatice, care, asemenea Confederației renane, s-a dedicat în principal menținerii păcii, organizării sistemului monetar și a sistemului de măsurare. Alianțe asemănătoare au fost încheiate de orașe din Saxonia și Westfalia încă din 1247: Hamburg și Braunschweig, precum și Bremen, Köln, Hanovra, Münster și Dortmund, Soest și Lippstadt, Lübeck și Rostock, Wismar, Stralsund și Greifswald. Lübeck s-a remarcat în mod deosebit în aceste alianțe, a înlocuii orașul Köln în asociația din Londra devenind astfel orașul dominant. De asemenea, Lübeck a devenit centrul comerțului nord-german datorită poziției sale favorabile între zonele Wendish și Saxonia-Westfalia. Lübeck a avut chiar puterea, împreună cu aliații săi, să-l forțeze pe regele antigerman Eric al II-lea al Norvegiei să încheie o pace foarte avantajoasă pentru germani. De atunci, s-a stabilit supremația orașului Lübeck, iar orașele baltice cucerite de germani au preluat legile orașului Lübeck. Astfel, la sfârșitul secolului al XIII-lea a fost fondată Liga Hanseatică într-o formă foarte liberă sub conducerea orașului Lübeck. În jurul anului 1300 la Lübeck a avut loc prima adunare hanseatică unde au fost stabilite legile și regulile asocierii.
În acest fel, fără implicarea imperiului, a apărut un factor de putere care timp de sute de ani a avut o influență decisivă asupra comerțului și politicii din regiunea Mării Baltice și a Mării Nordului.